# Ílhavo
Ílhavo este un oraș în munincipalitatea cu același nume din Portugalia.